# Przywódcy państw i terytoriów zależnych w 2024
Przywódcy państw i terytoriów zależnych w 2024 – lista przywódców państw i terytoriów zależnych w roku 2024.

## Afryka
- Algieria
  - Prezydent – Abd al-Madżid Tabbun, Prezydenci Algierii (od 2019)
  - Premier – Nadir al-Arbawi, Premierzy Algierii (od 2023)

- Angola
  - Prezydent – João Lourenço, Prezydenci Angoli (od 2017)

- Benin
  - Prezydent – Patrice Talon, Prezydenci Beninu (od 2016)

- Botswana
  - Prezydent – Mokgweetsi Masisi, Prezydenci Botswany (od 2018)

- Brytyjskie Terytorium Oceanu Indyjskiego (terytorium zamorskie Wielkiej Brytanii)
  - Komisarz – Paul Candler, Komisarze Brytyjskiego Terytorium Oceanu Indyjskiego (od 2021)
  - Administrator – Balraj Dhanda, Administratorzy Brytyjskiego Terytorium Oceanu Indyjskiego (od 2022)

- Burkina Faso
  - Przewodniczący Patriotycznego Ruchu na rzecz Ochrony i Odbudowy – Ibrahim Traore (od 2022)
  - p.o. premiera – Appolinaire Joachim Kyelem de Tambela, Premierzy Burkina Faso (od 2022)

- Burundi
  - Prezydent – Evariste Ndayishimiye, Prezydenci Burundi (od 2020)
  - Premier – Gervais Ndirakobuca, Premierzy Burundi (od 2022)

- Czad
  - Przewodniczący Tymczasowej Rady Wojskowej – Mahamat Déby Itno (od 2021)
  - Premier – 
    1. Saleh Kebzabo, Premierzy Czadu (2022–2024)
    2. Succès Masra, Premierzy Czadu (od 2024)

- Demokratyczna Republika Konga
  - Prezydent – Félix Tshisekedi, Prezydenci Demokratycznej Republiki Konga (od 2019)
  - Premier – Jean-Michel Sama Lukonde, Premierzy Demokratycznej Republiki Konga (od 2021)

- Dżibuti
  - Prezydent – Ismail Omar Guelleh, Prezydenci Dżibuti (od 1999)
  - Premier – Abdoulkader Kamil Mohamed, Premierzy Dżibuti (od 2013)

- Egipt
  - Prezydent – Abd al-Fattah as-Sisi, Prezydenci Egiptu (od 2014)
  - Premier – Mustafa Madbuli, Premierzy Egiptu (od 2018)

- Erytrea
  - Prezydent – Isajas Afewerki, Prezydenci Erytrei (od 1993)

- Etiopia
  - Prezydent – Sahle-Work Zewde, Prezydenci Etiopii (od 2018)
  - Premier – Abiy Ahmed Ali, Premierzy Etiopii (od 2018)

- Gabon
  - Prezydent – Brice Clotaire Oligui Nguema, P.o. prezydenta Gabonu (od 2023)
  - Premier – Raymond Ndong Sima, Premierzy Gabonu (od 2023)

- Gambia
  - Prezydent – Adama Barrow, Prezydenci Gambii (od 2017)

- Ghana
  - Prezydent – Nana Akufo-Addo, Prezydenci Ghany (od 2017)

- Gwinea
  - Prezydent – Mamady Doumbouya, P.o. prezydenta Gwinei (od 2021)
  - Przewodniczący Narodowego Komitetu Pojednania i Rozwoju – Mamady Doumbouya (od 2021)
  - Premier – 
    1. Bernard Gomou, Premierzy Gwinei (2022–2024)
    2. Bah Oury, Premierzy Gwinei (od 2024)

- Gwinea Bissau
  - Prezydent – Umaro Sissoco Embaló, Prezydenci Gwinei Bissau (od 2020)
  - Premier – Geraldo Martins, Premierzy Gwinei Bissau (od 2023)

- Gwinea Równikowa
  - Prezydent – Teodoro Obiang Nguema Mbasogo, Prezydenci Gwinei Równikowej (od 1979)
  - Premier – Francisco Pascual Obama Asue, Premierzy Gwinei Równikowej (od 2016)

- Kamerun
  - Prezydent – Paul Biya, Prezydenci Kamerunu (od 1982)
  - Premier – Joseph Ngute, Premierzy Kamerunu (od 2019)

- Kenia
  - Prezydent – William Ruto, Prezydenci Kenii (od 2022)

- Komory
  - Prezydent – Azali Assoumani, Prezydenci Komorów (od 2016)

- Kongo
  - Prezydent – Denis Sassou-Nguesso, Prezydenci Konga (od 1997)
  - Premier – Anatole Collinet Makosso, Premierzy Konga (od 2021)

- Lesotho
  - Król – Letsie III, Królowie Lesotho (od 1996)
  - Premier – Moeketsi Majoro, Premierzy Lesotho (od 2020)

- Liberia
  - Prezydent –
    1. George Weah, Prezydenci Liberii (2018–2024)
    2. Joseph Boakai, Prezydenci Liberii (od 2024)

- Libia
  - Głowa państwa – Muhammad al-Manfi, Przewodniczący Rady Prezydenckiej (od 2021)
  - Premier – Abd al-Hamid ad-Dubajba, Premierzy Libii (od 2021)

- Madagaskar
  - Prezydent – Andry Rajoelina, Prezydenci Madagaskaru (od 2023)
  - Premier – Christian Ntsay, Premierzy Madagaskaru (od 2018)

- Majotta (departament zamorski Francji)
  - Prefekt – Thierry Suquet, Prefekci Majotty (od 2021)
  - Szef rządu – Soibahadine Ibrahim Ramadani, Przewodniczący Rady Departamentalnej Majotty (od 2015)

- Malawi
  - Prezydent – Lazarus Chakwera, Prezydenci Malawi (od 2020)

- Mali
  - p.o. prezydenta – Assimi Goita (od 2021)
  - p.o. premiera – Abdoulaye Maïga, p.o. premiera (od 2022)

- Maroko
  - Król – Muhammad VI, Królowie Maroka (od 1999)
  - Premier – Aziz Achannusz, Premierzy Maroka (od 2021)
  -  Sahara Zachodnia (państwo nieuznawane)
    - Prezydent – Ibrahim Ghali, Prezydenci Sahary Zachodniej (od 2016)
    - Premier – Buszraja Hammudi Bajun, Premierzy Sahary Zachodniej (od 2020)

- Mauretania
  - Prezydent – Muhammad wuld al-Ghazwani, Prezydenci Mauretanii (od 2019)
  - Premier – Muhammad wuld Bilal, Premierzy Mauretanii (od 2020)

- Mauritius
  - Prezydent – Prithvirajsing Roopun, Prezydenci Mauritiusa (od 2019)
  - Premier – Pravind Jugnauth, Premierzy Mauritiusa (od 2017)

- Mozambik
  - Prezydent – Filipe Nyusi, Prezydenci Mozambiku (od 2015)
  - Premier – Adriano Maleiane, Premierzy Mozambiku (od 2022)

- Namibia
  - Prezydent – 
    1. Hage Geingob, Prezydenci Namibii (2015–2024)
    2. Nangolo Mbumba, P.o. prezydenta Namibii (2024)
    3. Nangolo Mbumba, Prezydenci Namibii (od 2024)

  - Premier – Saara Kuugongelwa-Amadhila, Premierzy Namibii (od 2015)

- Niger
  - Przewodniczący Narodowej Rady Ocalenia Ojczyzny – Abdourahamane Tchiani (od 2023)
  - Premier – Ali Lamine Zeine, Premierzy Nigru (od 2023)

- Nigeria
  - Prezydent – Bola Tinubu, Prezydenci Nigerii (od 2023)

- Południowa Afryka
  - Prezydent – Cyril Ramaphosa, Prezydenci Południowej Afryki (od 2018)

- Republika Środkowoafrykańska
  - Prezydent – Faustin-Archange Touadéra, Prezydenci Republiki Środkowoafrykańskiej (od 2016)
  - Premier – Félix Moloua, Premierzy Republiki Środkowoafrykańskiej (od 2022)

- Republika Zielonego Przylądka
  - Prezydent – José Maria Neves, Prezydenci Republiki Zielonego Przylądka (od 2021)
  - Premier – Ulisses Correia e Silva, Premierzy Republiki Zielonego Przylądka (od 2016)

- Reunion (departament zamorski Francji)
  - Prefekt – Jérôme Filippini, Prefekci Reunionu (od 2022)
  - Przewodniczący Rady Departamentalnej – Cyrille Melchior, Przewodniczący Rady Departamentalnej (od 2017)
  - Przewodniczący Rady Regionalnej – Huguette Bello, Przewodniczący Rady Regionalnej Reunionu (od 2021)

- Rwanda
  - Prezydent – Paul Kagame, Prezydenci Rwandy (od 2000)
  - Premier – Édouard Ngirente, Premierzy Rwandy (od 2017)

- Senegal
  - Prezydent – Macky Sall, Prezydenci Senegalu (od 2012)

- Seszele
  - Prezydent – Wavel Ramkalawan, Prezydenci Seszeli (od 2020)

- Sierra Leone
  - Prezydent – Julius Maada Bio, Prezydenci Sierra Leone (od 2018)
  - Premier – David Moinina Sengeh, Premierzy Sierra Leone (od 2023)

- Somalia
  - Prezydent – Hassan Sheikh Mohamud, Prezydenci Somalii (od 2022)
  - Premier – Hamza Abdi Barre, Premierzy Somalii (od 2022)

- -  Somaliland (państwo nieuznawane)
    - Prezydent – Muse Bihi Abdi, Prezydenci Somalilandu (od 2017)

  -  Puntland (autonomiczna republika w ramach Somalii)
    - Prezydent – Said Abdullahi Deni, Prezydenci Puntlandu (od 2019)

  -  Galmudug (autonomiczna republika w ramach Somalii)
    - Prezydent – Ahmed Abdi Karie, Prezydenci Galmudugu (od 2020)

- Eswatini
  - Król – Mswati III, Królowie Eswatini (od 1986)
  - Premier – Russell Dlamini, Premierzy Eswatini (od 2023)

- Sudan
  - Prezydent – Abd al-Fattah Abd ar-Rahman al-Burhan, Prezydenci Sudanu (od 2019)
  - p.o. premiera – Usman Husajn, Premierzy Sudanu (od 2022)

- Sudan Południowy
  - Prezydent – Salva Kiir Mayardit, Prezydenci Sudanu Południowego (od 2005)

- Tanzania
  - Prezydent – Samia Suluhu, Prezydenci Tanzanii (od 2021)
  - Premier – Kassim Majaliwa, Premierzy Tanzanii (od 2015)

- Togo
  - Prezydent – Faure Gnassingbé, Prezydenci Togo (od 2005)
  - Premier – Victoire Tomegah Dogbé, Premierzy Togo (od 2020)

- Tunezja
  - Prezydent – Kajs Su’ajjid, prezydenci Tunezji (od 2019)
  - Premier – Ahmad al-Haszszani, Premierzy Tunezji (od 2023)

- Uganda
  - Prezydent – Yoweri Museveni, Prezydenci Ugandy (od 1986)
  - Premier – Robinah Nabbanja, Premierzy Ugandy (od 2021)

- Wybrzeże Kości Słoniowej
  - Prezydent – Alassane Ouattara, Prezydenci Wybrzeża Kości Słoniowej (od 2010)
  - Premier – Robert Beugré Mambé, Premierzy Wybrzeża Kości Słoniowej (od 2023)

- Wyspa Świętej Heleny, Wyspa Wniebowstąpienia i Tristan da Cunha (terytorium zamorskie Wielkiej Brytanii)
  - Gubernator – Nigel Phillips, Gubernatorzy Wyspy Świętej Heleny, Wyspy Wniebowstąpienia i Tristan da Cunha (od 2022)

- Wyspy Świętego Tomasza i Książęca
  - Prezydent – Carlos Vila Nova, Prezydenci Wysp Świętego Tomasza i Książęcej (od 2021)
  - Premier – Jorge Bom Jesus, Premierzy Wysp Świętego Tomasza i Książęcej (od 2018)

- Zambia
  - Prezydent – Hakainde Hichilema, Prezydenci Zambii (od 2021)

- Zimbabwe
  - Prezydent – Emmerson Mnangagwa, Prezydenci Zimbabwe (od 2017)

## Azja
- Afganistan
  - Emir – Hibatullah Achundzada, Emirowie Afganistanu (od 2021)
  - P.o. premiera – Hasan Achund, Premierzy Afganistanu (od 2021)

- Akrotiri (brytyjska suwerenna baza wojskowa w południowej części Cypru)
  - Administrator – Peter J.M. Squires, Administratorzy Akrotiri i Dhekelii (od 2022)

- Arabia Saudyjska
  - Król – Salman ibn Abd al-Aziz Al Su’ud, Królowie Arabii Saudyjskiej (od 2015)
  - Premier – Muhammad ibn Salman ibn Abd al-Aziz Al Su’ud, Premierzy Arabii Saudyjskiej (od 2022)

- Armenia
  - Prezydent – Wahagn Chaczaturian, Prezydenci Armenii (od 2022)
  - Premier – Nikol Paszinian, Premierzy Armenii (od 2018)

- Azerbejdżan
  - Prezydent – İlham Əliyev, Prezydenci Azerbejdżanu (od 2003)
  - Premier – Əli Əsədov, Premierzy Azerbejdżanu (od 2019)

- Bahrajn
  - Król – Hamad ibn Isa Al Chalifa, Królowie Bahrajnu (od 1999)
  - Premier – Salman ibn Hamad ibn Isa Al Chalifa, Premier Bahrajnu (od 2020)

- Bangladesz
  - Prezydent – Mohammed Shahabuddin, Prezydenci Bangladeszu (od 2023)
  - Premier – Sheikh Hasina Wajed, Premierzy Bangladeszu (od 2009)

- Bhutan
  - Król – Jigme Khesar Namgyel Wangchuck, Królowie Bhutanu (od 2006)
  - Premier – 
    1. Chogyal Dago Rigdzin, P.o. premiera Bhutanu (2023–2024)
    2. Tshering Tobgay, Premierzy Bhutanu] (od 2024)

- Brunei
  - Sułtan – Hassanal Bolkiah, Sułtani Brunei (od 1967)

- Chiny
  - Sekretarz generalny KPCh – Xi Jinping, Sekretarze Generalni Komunistycznej Partii Chin (od 2012)
  - Przewodniczący ChRL – Xi Jinping, Przewodniczący Chińskiej Republiki Ludowej (od 2013)
  - Premier – 
    1. Li Keqiang, Premierzy Chińskiej Republiki Ludowej (2013–2023)
    2. Li Qiang, Premierzy Chińskiej Republiki Ludowej (2013–2023)

  - Przewodniczący CKW KC KPCh – Xi Jinping, Przew. Centralnej Komisji Wojskowej Komitetu Centralnego KPCh (od 2012)

- Cypr
  - Prezydent – Nikos Christodoulides, Prezydenci Cypru (od 2023)
  -  Cypr Północny (państwo nieuznawane)
    - Prezydent – Ersin Tatar, Prezydenci Cypru Północnego (od 2020)
    - Premier – Ünal Üstel, Premierzy Cypru Północnego (od 2022)

- Dhekelia (brytyjska suwerenna baza wojskowa w południowo-wschodniej części Cypru)
  - Administrator – Peter J.M. Squires, Administratorzy Akrotiri i Dhekelii (od 2022)

- Filipiny
  - Prezydent – Ferdinand Marcos Jr., Prezydenci Filipin (od 2022)

- Gruzja
  - Prezydent – Salome Zurabiszwili, Prezydenci Gruzji (od 2018)
  - Premier – 
    1. Irakli Garibaszwili, Premierzy Gruzji (2021–2024)
    2. Irakli Kobachidze, Premierzy Gruzji (od 2024)

- -  Abchazja (państwo nieuznawane)
    - Prezydent – Asłan Bżanija, Prezydenci Abchazji (od 2020)
    - Premier – Aleksandr Ankwab, Premierzy Abchazji (od 2020)

- -  Osetia Południowa (państwo nieuznawane)
    - Prezydent – Anatolij Bibiłow, Prezydenci Osetii Południowej (od 2017)
    - Premier – Giennadij Biekojew, Premierzy Osetii Południowej (od 2020)

- Indie
  - Prezydent – Droupari Murmu, Prezydenci Indii (od 2022)
  - Premier – Narendra Modi, Premierzy Indii (od 2014)

- Indonezja
  - Prezydent – Joko Widodo, prezydenci Indonezji (od 2014)

- Irak
  - Prezydent – Abdul Latif Raszid, Prezydenci Iraku (od 2022)
  - Premier – Muhammad Szija as-Sudani, Premierzy Iraku (od 2022)

- Iran
  - Najwyższy przywódca – Ali Chamenei, Najwyżsi przywódcy Iranu (od 1989)
  - Prezydent – Ebrahim Ra’isi, Prezydenci Iranu (od 2021)

- Izrael
  - Prezydent – Jicchak Herzog, Prezydenci Izraela (od 2021)
  - Premier – Binjamin Netanjahu, Premierzy Izraela (od 2022)

- -  Palestyna (państwo nieuznawane)
    - Prezydent – Mahmud Abbas, Prezydenci Palestyny (od 2005)
    - Premier –
      1. Mohammed Sztajeh, Premierzy Palestyny (2019–2024)
      2. Muhammad Mustafa, Premierzy Palestyny (od 2024)

- Japonia
  - Cesarz – Naruhito, Cesarze Japonii (od 2019)
  - Premier – Fumio Kishida, Premierzy Japonii (od 2021)

- Jemen
  - Prezydent – Abd Rabbuh Mansur Hadi, Prezydenci Jemenu (2012–2015 i ponownie od 2015)
  - Premier – 
    1. Ma’in Abd al-Malik Sa’id, Premierzy Jemenu (2018–2024)
    2. Ahmad Awad bin Mubarak, Premierzy Jemenu (od 2024)

  - Naczelny Komitet Rewolucyjny Jemenu
    - Głowa Państwa – Mahdi al-Maszat, Przewodniczący Najwyższej Rady Politycznej Jemenu (od 2018)
    - Premier – Abdel Aziz bin Habtour, Premier Jemenu (od 2016)

- Jordania
  - Król – Abdullah II, Królowie Jordanii (od 1999)
  - Premier – Biszr al-Chasawina, Premierzy Jordanii (od 2020)

- Kambodża
  - Król – Norodom Sihamoni, Królowie Kambodży (od 2004)
  - Premier – Hun Manet, Premierzy Kambodży (od 2023)

- Katar
  - Emir – Tamim ibn Hamad Al Sani, Emirowie Kataru (od 2013)
  - Premier – Muhammad ibn Abdul Rahman Al Thani, Premierzy Kataru (od 2023)

- Kazachstan
  - Prezydent – Kasym-Żomart Tokajew, Prezydenci Kazachstanu (od 2019)
  - Premier – Alichan Smaiłow, Premierzy Kazachstanu (od 2022)

- Kirgistan
  - Prezydent – Sadyr Dżaparow, Prezydenci Kirgistanu (od 2021)
  - Przewodniczący Gabinetu Ministrów – Akyłbiek Żaparow, Przewodniczący Gabinetu Ministrów Kirgistanu (od 2021)

- Korea Południowa
  - Prezydent – Yoon Suk-yeol, Prezydenci Korei Południowej (od 2022)
  - Premier – Kim Boo-kyum, Premierzy Korei Południowej (od 2021)

- Korea Północna
  - Szef partii komunistycznej – Kim Dzong Un, Pierwszy Sekretarz Partii Pracy Korei (od 2011)
  - Głowa państwa – Ch’oe Ryong Hae, Przewodniczący Prezydium Najwyższego Zgromadzenia Ludowego KRLD (od 2019)
  - Premier – Kim Tok-Hun, Premierzy Korei Północnej (od 2020)

- Kuwejt
  - Emir – Miszal al-Ahmad al-Dżabir as-Sabah, Emirowie Kuwejtu (od 2023)
  - Premier – 
    1. Ahmad Nawwaf al-Ahmad as-Sabah, Premierzy Kuwejtu (2022–2024)
    2. Mohammad Sabah al-Salem al-Sabah, Premierzy Kuwejtu (od 2024)

- Laos
  - Sekretarz Generalny KC LPL-R – Thongloun Sisoulith, Sekretarze Generalni Komitetu Centralnego Laotańskiej Partii Ludowo-Rewolucyjnej (od 2021)
  - Prezydent – Thongloun Sisoulith, Prezydenci Laosu (od 2021)
  - Premier – Phankham Viphavanh, Premierzy Laosu (od 2021)

- Liban
  - p.o. prezydenta – Nadżib Mikati, P.o. prezydenta Libanu (od 2022)
  - Premier – Nadżib Mikati, Premierzy Libanu (od 2021)

- Malediwy
  - Prezydent – Mohamed Muizzu, Prezydenci Malediwów (od 2023)

- Malezja
  - Monarcha – 
    1. Abdullah, Yang di-Pertuan Agong Malezji (2019–2024)
    2. Ibrahim Iskandar, Yang di-Pertuan Agong Malezji (od 2024)

  - Premier – Anwar Ibrahim, Premierzy Malezji (od 2022)

- Mjanma
  - P.o. prezydenta – Myint Swe, P.o. prezydenta Mjanmy (od 2021)
  - Przewodniczący Rady Administracji Państwowej – Ming Aung Hlaing (od 2021)
  - Premier – Min Aung Hlaing, Premierzy Mjanmy (od 2021)

- Mongolia
  - Prezydent – Uchnaagijn Chürelsüch, Prezydenci Mongolii (od 2021)
  - Premier – Luvsannamsrain Oyun-Erdene, Premierzy Mongolii (od 2021)

- Nepal
  - Prezydent – Ram Chandra Poudel, Prezydenci Nepalu (od 2023)
  - Premier – Pushpa Kamal Dahal, Premierzy Nepalu (od 2022)

- Oman
  - Sułtan – Hajsam ibn Tarik Al Sa’id, Sułtani Omanu (od 2020)

- Pakistan
  - Prezydent – Arif Alvi, Prezydenci Pakistanu (od 2018)
  - Premier –
    1. Anwar ul Haq Kakar, Premierzy Pakistanu (2023–2024)
    2. Shehbaz Sharif, Premierzy Pakistanu (od 2024)

- Singapur
  - Prezydent – Tharman Shanmugaratnam, Prezydenci Singapuru (od 2023)
  - Premier –
    1. Lee Hsien Loong, Premierzy Singapuru (2004–2024)
    2. Lawrence Wong, Premierzy Singapuru (od 2024)

- Sri Lanka
  - Prezydent – Ranil Wickremesinghe, Prezydenci Sri Lanki (od 2022)
  - Premier – Dinesh Gunawardena, Premierzy Sri Lanki (od 2022)

- Syria
  - Prezydent – Baszszar al-Asad, Prezydenci Syrii (od 2000)
  - Premier – Husajn Arnus, Premierzy Syrii (od 2020)
    -  Syryjska Koalicja Narodowa na rzecz Opozycji i Sił Rewolucyjnych
      - Prezydent – Riad Seifa, Przewodniczący Syryjskiej Koalicji Narodowej na rzecz Opozycji i Sił Rewolucyjnych (od 2017)
      - Premier – Dżawad Abu Hatab, Premierzy powstańczej Syryjskiej Koalicji Narodowej (od 2016)

- Tadżykistan
  - Prezydent – Emomali Rahmon, Prezydenci Tadżykistanu (od 1992)
  - Premier – Kohir Rasulzoda, Premierzy Tadżykistanu (od 2013)

- Tajlandia
  - Król – Maha Vajiralongkorn, Królowie Tajlandii (od 2016)
  - Premier – Srettha Thavisin, Premierzy Tajlandii (od 2023)

- Tajwan (państwo częściowo uznawane)
  - Prezydent – Tsai Ing-wen, Prezydenci Republiki Chińskiej (od 2016)
  - Premier – Chen Chien-jen, Premierzy Republiki Chińskiej (od 2023)

- Timor Wschodni
  - Prezydent – Francisco Guterres, Prezydenci Timoru Wschodniego (od 2017)
  - Premier – Xanana Gusmão, Premierzy Timoru Wschodniego (od 2023)

- Turcja
  - Prezydent – Recep Tayyip Erdoğan, prezydenci Turcji (od 2014)

- Turkmenistan
  - Prezydent – Serdar Berdimuhamedow, Prezydenci Turkmenistanu (od 2022)

- Uzbekistan
  - Prezydent – Shavkat Mirziyoyev, Prezydenci Uzbekistanu (od 2016)
  - Premier – Abdulla Aripov, Premierzy Uzbekistanu (od 2016)

- Wietnam
  - Sekretarz Generalny KC KPW – Nguyễn Phú Trọng, Sekretarze Generalni Komitetu Centralnego Komunistycznej Partii Wietnamu (od 2011)
  - Prezydent – Võ Văn Thưởng, Prezydenci Wietnamu (od 2023)
  - Premier – Phạm Minh Chính, Premierzy Wietnamu (od 2021)

- Zjednoczone Emiraty Arabskie
  - Prezydent – Muhammad ibn Zajid Al Nahajjan, Prezydenci Zjednoczonych Emiratów Arabskich (od 2022)
  - Premier – Muhammad ibn Raszid Al Maktum, Premierzy Zjednoczonych Emiratów Arabskich (od 2006)

## Europa
- Albania
  - Prezydent – Bajram Begaj, Prezydenci Albanii (od 2022)
  - Premier – Edi Rama, Premierzy Albanii (od 2013)

- Andora
  - Monarchowie
    - Współksiążę francuski – Emmanuel Macron, Współksiążę francuski Andory (od 2017)
      - Przedstawiciel – Patrick Strzoda (od 2017)

    - Współksiążę episkopalny – Joan Enric Vives Sicília, Współksiążę episkopalny Andory (od 2003)
      - Przedstawiciel – Josep Maria Mauri (od 2012)

  - Premier – Xavier Espot Zamora, Premierzy Andory (od 2019)

- Austria
  - Prezydent – Alexander Van der Bellen, Prezydent Federalny (od 2017)
  - Kanclerz – Karl Nehammer, Kanclerze Austrii (od 2021)

- Belgia
  - Król – Filip I, Królowie Belgów (od 2013)
  - Premier – Alexander De Croo, Premierzy Belgii (od 2020)

- Białoruś
  - Prezydent – Alaksandr Łukaszenka, Prezydenci Białorusi (od 1994)
  - Premier – Raman Hałouczenka, Premierzy Białorusi (od 2020)

- Bośnia i Hercegowina
  - Głowa państwa – Prezydium Republiki Bośni i Hercegowiny
    - przedstawiciel Serbów – Željka Cvijanović (od 2022)
    - przedstawiciel Chorwatów – Željko Komšić (od 2018), Przewodniczący Prezydium Bośni i Hercegowiny (od 2023)
    - przedstawiciel Boszniaków – Denis Bećirović (od 2022)

  - Premier – Borjana Krišto, Premierzy Bośni i Hercegowiny (od 2023)
  - Wysoki Przedstawiciel – Christian Schmidt, Wysoki Przedstawiciel dla Bośni i Hercegowiny (od 2021)

- Bułgaria
  - Prezydent – Rumen Radew, Prezydenci Bułgarii (od 2017)
  - Premier – Nikołaj Denkow, Premierzy Bułgarii (od 2023)

- Chorwacja
  - Prezydent – Zoran Milanović, Prezydenci Chorwacji (od 2020)
  - Premier – Andrej Plenković, Premierzy Chorwacji (od 2016)

- Czarnogóra
  - Prezydent – Jakov Milatović, Prezydenci Czarnogóry (od 2023)
  - Premier – Milojko Spajić, Premierzy Czarnogóry (od 2023)

- Czechy
  - Prezydent – Petr Pavel, Prezydent Czech (od 2023)
  - Premier – Petr Fiala, Premierzy Czech (od 2021)

- Dania
  - Król – 
    1. Małgorzata II, Królowie Danii (1972–2024)
    2. Fryderyk X, Królowie Danii (od 2024)

  - Premier – Mette Frederiksen, Premierzy Danii (od 2019)
  -  Wyspy Owcze (Autonomiczne terytorium Królestwa Danii)
    - Królewski administrator – Lene Moyell Johansen, Królewscy administratorzy Wysp Owczych (od 2017)
    - Premier – Bárður Nielsen, Premierzy Wysp Owczych (od 2019)

- Estonia
  - Prezydent –Alar Karis, Prezydenci Estonii (od 2021)
  - Premier – Kaja Kallas, Premierzy Estonii (od 2021)

- Finlandia
  - Prezydent – 
    1. Sauli Niinistö, Prezydenci Finlandii (2012–2024)
    2. Alexander Stubb, Prezydenci Finlandii (od 2024)

  - Premier – Petteri Orpo, Premierzy Finlandii (od 2023)

- Francja
  - Prezydent – Emmanuel Macron, prezydenci Francji (od 2017)
  - Premier – 
    1. Élisabeth Borne, Premierzy Francji (2022–2024)
    2. Gabriel Attal, Premierzy Francji (od 2024)

- Grecja
  - Prezydent – Ekaterini Sakielaropulu, Prezydenci Grecji (od 2020)
  - Premier – Kiriakos Mitsotakis, Premierzy Grecji (od 2023)

- Hiszpania
  - Król – Filip VI, Królowie Hiszpanii (od 2014)
  - Premier – Pedro Sánchez Premierzy Hiszpanii (od 2018)

- Holandia
  - Król – Wilhelm-Aleksander, Królowie Niderlandów (od 2013)
  - Premier – Mark Rutte, Premierzy Holandii (od 2010)

- Irlandia
  - Prezydent – Michael D. Higgins, Prezydenci Irlandii (od 2011)
  - Premier – Leo Varadkar, Premierzy Irlandii (od 2022)

- Islandia
  - Prezydent – Guðni Th. Jóhannesson, Prezydenci Islandii (od 2016)
  - Premier – Katrín Jakobsdóttir, Premierzy Islandii (od 2017)

- Liechtenstein
  - Książę – Jan Adam II, Książęta Liechtensteinu (od 1989)
  - Regent – Alojzy (od 2004)
  - Premier – Daniel Risch, Premierzy Liechtensteinu (od 2021)

- Litwa
  - Prezydent – Gitanas Nausėda, Prezydenci Litwy (od 2019)
  - Premier – Ingrida Šimonytė, Premierzy Litwy (od 2020)

- Luksemburg
  - Wielki książę – Henryk, Wielcy książęta Luksemburga (od 2000)
  - Premier – Luc Frieden, Premierzy Luksemburga (od 2023)

- Łotwa
  - Prezydent – Edgars Rinkēvičs, Prezydenci Łotwy (od 2023)
  - Premier – Evika Siliņa, Premierzy Łotwy (od 2023)

- Macedonia Północna
  - Prezydent – Stewo Pendarowski, Prezydenci Macedonii Północnej (od 2019)
  - Premier –
    1. Dimitar Kowaczewski, Premierzy Macedonii Północnej (2022–2024)
    2. Talat Xhaferi, Premierzy Macedonii Północnej (od 2024)

- Malta
  - Prezydent – George Vella, Prezydenci Malty (od 2019)
  - Premier – Robert Abela, Premierzy Malty (od 2020)

- Mołdawia
  - Prezydent – Maia Sandu, Prezydenci Mołdawii (od 2020)
  - Premier – Dorin Recean, Premierzy Mołdawii (od 2023)

- -  Naddniestrze (państwo nieuznawane)
    - Prezydent – Wadim Krasnosielski, Prezydenci Naddniestrza (od 2016)
    - Premier – Aleksandr Rozenberg, Premierzy Naddniestrza (od 2022)

- Monako
  - Książę – Albert II, Książęta Monako (od 2005)
  - Minister stanu – Pierre Dartout, Ministrowie stanu Monako (od 2020)

- Niemcy
  - Prezydent – Frank-Walter Steinmeier, prezydenci Niemiec (od 2017)
  - Kanclerz – Olaf Scholz, Kanclerze Niemiec (od 2021)

- Norwegia
  - Król – Harald V, Królowie Norwegii (od 1991)
  - Premier – Jonas Gahr Støre, Premierzy Norwegii (od 2021)

- Polska
  - Prezydent – Andrzej Duda, prezydenci Polski (od 2015)
  - Premier – Donald Tusk, Premierzy Polski (od 2023)

- Portugalia
  - Prezydent – Marcelo Rebelo de Sousa, Prezydenci Portugalii (od 2016)
  - Premier – António Costa, Premierzy Portugalii (od 2015)

- Rosja
  - Prezydent – Władimir Putin, Prezydenci Rosji (od 2012)
  - Premier – Michaił Miszustin, Premierzy Rosji (od 2020)

- Rumunia
  - Prezydent – Klaus Iohannis, Prezydenci Rumunii (od 2014)
  - Premier – Marcel Ciolacu, Premierzy Rumunii (od 2023)

- San Marino
  - Kapitanowie regenci – Filippo Tamagnini i Gaetano Troina, Kapitanowie regenci San Marino (od 2023)
  - Szef rządu – Nicola Renzi, Sekretarze Stanu do spraw Politycznych i Zagranicznych San Marino (od 2016)

- Serbia
  - Prezydent – Aleksandar Vučić, Prezydenci Serbii (od 2017)
  - Premier – Ana Brnabić, Premierzy Serbii (od 2017)

- -  Kosowo (państwo częściowo uznawane pod zarządem ONZ)
    - Prezydent – Vjosa Osmani, Prezydenci Kosowa (od 2021)
    - Premier – Albin Kurti, Premierzy Kosowa (od 2021)
    - Specjalny Przedstawiciel – Caroline Ziadeh, Specjalni Przedstawiciele Sekretarza Generalnego ONZ w Kosowie (od 2022)

- Słowacja
  - Prezydent – Zuzana Čaputová, Prezydenci Słowacji (od 2019)
  - Premier – Robert Fico, Premierzy Słowacji (od 2023)

- Słowenia
  - Prezydent – Nataša Pirc Musar, Prezydenci Słowenii (od 2022)
  - Premier – Robert Golob, Premierzy Słowenii (od 2022)

- Szwajcaria
  - Rada Związkowa – Ignazio Cassis (od 2017), Viola Amherd (od 2019, prezydent w 2024), Guy Parmelin (od 2016, Karin Keller-Sutter (od 2019), Élisabeth Baume-Schneider (od 2023), Albert Rösti (od 2023) i Beat Jans (od 2024)

- Szwecja
  - Król – Karol XVI Gustaw, Królowie Szwecji (od 1973)
  - Premier – Ulf Kristersson, Premierzy Szwecji (od 2022)

- Ukraina
  - Prezydent – Wołodymyr Zełenski, prezydenci Ukrainy (od 2019)
  - Premier – Denys Szmyhal, Premierzy Ukrainy (od 2020)

- Unia Europejska
  - Prezydencja Rady Unii Europejskiej –
    1. Francja (I-VI 2022)
    2. Czechy (od VII 2022)

  - Przewodniczący Rady Europejskiej – Charles Michel (od 2019)
  - Przewodniczący Komisji Europejskiej – Ursula von der Leyen (od 2019)
  - Przewodniczący Parlamentu Europejskiego – 
    1. David Sassoli (2019–2022)
    2. Roberta Metsola (od 2022)

  - Wysoki przedstawiciel Unii do spraw zagranicznych i polityki bezpieczeństwa – Josep Borrell (od 2019)
- Watykan
  - Papież – Franciszek, Suweren Państwa Miasto Watykan (od 2013)
  - Prezydent Gubernatoratu – Fernando Vérgez Alzaga, Prezydenci Papieskiej Komisji Państwa Watykańskiego (od 2021)
  - Stolica Apostolska
    - Sekretarz stanu – Pietro Parolin, Sekretarze stanu Stolicy Apostolskiej (od 2013)

- Węgry
  - Prezydent – 
    1. Katalin Novák, Prezydent Węgier (2022–2024)
    2. László Kövér, P.o. prezydenta Węgier (od 2024)

  - Premier – Viktor Orbán, Premierzy Węgier (od 2010)

- Wielka Brytania
  - Król – Karol III, Królowie Zjednoczonego Królestwa (od 2022)
  - Premier – Rishi Sunak, Premierzy Wielkiej Brytanii (od 2022)

- -  Wyspa Man (Dependencja korony brytyjskiej)
    - Gubernator porucznik – John Lorimer, Gubernatorzy porucznicy Wyspy Man (od 2021)
    - Szef ministrów – Alfred Cannan, Premierzy Wyspy Man (od 2021)

- -  Guernsey (Dependencja korony brytyjskiej)
    - Gubernator porucznik – Richard Cripwell, Gubernatorzy porucznicy Guernsey (od 2021)
    - Baliw – Richard McMahon, Baliwowie Guernsey (od 2020)
    - Przewodniczący Komitetu Polityki i Zasobów – Peter Ferbrache, Przewodniczący Komitetu Polityki i Zasobów Guernsey (od 2020)

- -  Jersey (Dependencja korony brytyjskiej)
    - Gubernator porucznik – Jerry Kyd, Gubernatorzy porucznicy Jersey (od 2022)
    - Baliw – Timothy Le Cocq, Baliwowie Jersey (od 2019)
    - Szef ministrów – Kristina Moore, Szefowie ministrów Jersey (od 2022)

- -  Gibraltar (terytorium zamorskie Wielkiej Brytanii)
    - Gubernator – David Steel, Gubernatorzy Gibraltaru (od 2020)
    - Szef ministrów – Fabian Picardo, Szefowie ministrów Gibraltaru (od 2011)

- Włochy
  - Prezydent – Sergio Mattarella, Prezydenci Włoch (od 2015)
  - Premier – Giorgia Meloni, Premierzy Włoch (od 2022)

## Ameryka Północna
- Anguilla (terytorium zamorskie Wielkiej Brytanii)
  - Gubernator – Dileeni Daniel-Selvaratnam, Gubernatorzy Anguilli (od 2021)
  - Szef ministrów – Victor Banks, Szefowie ministrów Anguilli (od 2015)
- Antigua i Barbuda
  - Król – Karol III, Królowie Antigui i Barbudy (od 2022)

- - Gubernator generalny – Rodney Williams, Gubernatorzy generalni Antigui i Barbudy (od 2014)

- - Premier – Gaston Browne, Premierzy Antigui i Barbudy (od 2014)
- Aruba (samorządny kraj członkowski Królestwa Niderlandów)
  - Gubernator – Alfonso Boekhoudt, Gubernatorzy Aruby (od 2017)
  - Premier – Evelyn Wever-Croes, Premierzy Aruby (od 2017)

- Bahamy
  - Król – Karol III, Królowie Bahamów (od 2022)
  - Gubernator generalny – Cynthia A. Pratt, Gubernatorzy generalni Bahamów (od 2023)
  - Premier – Philip Davis, Premierzy Bahamów (od 2021)

- Barbados
  - Prezydent – Sandra Mason, Prezydenci Barbadosu (od 2021)
  - Premier – Mia Mottley, Premierzy Barbadosu (od 2018)

- Belize
  - Król – Karol III, Królowie Belize (od 2022)
  - Gubernator generalny – Froyla Tzalam, Gubernatorzy generalni Belize (od 2021)
  - Premier – Juan Antonio Briceño, Premierzy Belize (od 2020)

- Bermudy (terytorium zamorskie Wielkiej Brytanii)
  - Gubernator – Rena Lalgie, Gubernatorzy Bermudów (od 2020)
  - Premier – E. David Burt, Premierzy Bermudów (od 2017)

- Brytyjskie Wyspy Dziewicze (terytorium zamorskie Wielkiej Brytanii)
  - Gubernator – John Rankin, Gubernatorzy Brytyjskich Wysp Dziewiczych (od 2021)
  - Premier – Andrew Fahie, Premierzy Brytyjskich Wysp Dziewiczych (od 2019)

- Curaçao (samorządny kraj członkowski Królestwa Niderlandów)
  - Gubernator – Lucille George-Wout, Gubernatorzy Curaçao (od 2013)
  - Premier – Eugene Rhuggenaath, Premierzy Curaçao (od 2017)

- Dominika
  - Prezydent – Sylvanie Burton, Prezydenci Dominiki (od 2023)
  - Premier – Roosevelt Skerrit, Premierzy Dominiki (od 2004)

- Dominikana
  - Prezydent – Luis Abinader, Prezydenci Dominikany (od 2020)

- Grenada
  - Król – Karol III, Królowie Grenady (od 2022)
  - Gubernator generalny – Cécile La Grenade, Gubernatorzy generalni Grenady (od 2013)
  - Premier – Keith Mitchell, Premierzy Grenady (od 2013)

- Grenlandia (autonomiczne terytorium Królestwa Danii)
  - Wysoki komisarz – Mikaela Engell, Wysocy komisarze Grenlandii (od 2011)
  - Premier – Múte Bourup Egede, Premierzy Grenlandii (od 2021)

- Gwadelupa (departament zamorski Francji)
  - Prefekt – Éric Maire, Prefekci Gwadelupy (od 2017)
  - Przewodniczący Rady Departamentalnej – Josette Borel-Lincertin, Przewodniczący Rady Departamentalnej Gwadelupy (od 2015)
  - Przewodniczący Rady Regionalnej – Ary Chalus, Przewodniczący Rady Regionalnej Gwadelupy (od 2015)

- Gwatemala
  - Prezydent – 
    1. Alejandro Giammattei, Prezydenci Gwatemali (2020–2024)
    2. Bernardo Arévalo, Prezydenci Gwatemali (od 2024)

- Haiti
  - p.o Prezydenta – Ariel Henry, Prezydenci Haiti (od 2021)
  - Premier – Ariel Henry, Premierzy Haiti (od 2021)

- Honduras
  - Prezydent – Xiomara Castro, Prezydenci Hondurasu (od 2022)

- Jamajka
  - Król – Karol III, Królowie Jamajki (od 2022)
  - Gubernator generalny – Patrick Linton Allen, Gubernatorzy generalni Jamajki (od 2009)
  - Premier – Andrew Holness, Premierzy Jamajki (od 2016)

- Kajmany (terytorium zamorskie Wielkiej Brytanii)
  - Gubernator – Martyn Roper, Gubernatorzy Kajmanów (od 2018)
  - Premier – Alden McLaughlin, Premierzy Kajmanów (od 2013)

- Kanada
  - Król – Karol III, Królowie Kanady (od 2022)
  - Gubernator generalny – Mary Simon, Gubernatorzy generalni Kanady (od 2021)
  - Premier – Justin Trudeau, Premierzy Kanady (od 2015)

- Kostaryka
  - Prezydent – Carlos Alvarado Quesada, Prezydenci Kostaryki (od 2018)

- Kuba
  - Pierwszy sekretarz KPK – Miguel Díaz-Canel, Pierwsi sekretarze Komunistycznej Partii Kuby (od 2021)
  - Prezydent – Miguel Díaz-Canel, Prezydenci Kuby (od 2019)
  - Premier – Manuel Marrero Cruz, Premierzy Kuby (od 2019)

- Martynika (departament zamorski Francji)
  - Prefekt – Franck Robine, Prefekci Martyniki (od 2017)
  - Przewodniczący Rady Wykonawczej – Alfred Marie-Jeanne, Przewodniczący Rady Wykonawczej Martyniki (od 2015)
  - Przewodniczący Zgromadzenia Martyniki – Claude Lise, Przewodniczący Zgromadzenia Martyniki (od 2015)

- Meksyk
  - Prezydent – Andrés Manuel López Obrador, Prezydenci Meksyku (od 2018)

- Montserrat (terytorium zamorskie Wielkiej Brytanii)
  - Gubernator – Andrew Pearce, Gubernatorzy Montserratu (od 2018)
  - Premier – Easton Taylor-Farrell, Premierzy Montserratu (od 2019)

- Nikaragua
  - Prezydent – Daniel Ortega, Prezydenci Nikaragui (od 2007)

- Panama
  - Prezydent – Laurentino Cortizo, Prezydenci Panamy (od 2019)

- Saint-Barthélemy (wspólnota zamorska Francji)
  - Prefekt – Sylvie Feucher, Prefekci Saint Barthélemy (od 2018)
  - Przewodniczący Rady Terytorialnej – Bruno Magras, Przewodniczący Rady Terytorialnej Saint Barthélemy (od 2007)

- Saint Kitts i Nevis
  - Król – Karol III, Królowie Saint Kitts i Nevis (od 2022)
  - Gubernator generalny – Marcella Liburd, Gubernatorzy generalni Saint Kitts i Nevis (od 2023)
  - Premier – Timothy Harris, Premierzy Saint Kitts i Nevis (od 2015)

- Saint Lucia
  - Król – Karol III, Królowie Saint Lucia (od 2022)
  - Gubernator generalny – Neville Cenac, Gubernatorzy generalni Saint Lucia (od 2018)
  - Premier – Philip Pierre, Premierzy Saint Lucia (od 2021)

- Saint-Martin (wspólnota zamorska Francji)
  - Prefekt – Sylvie Feucher, Prefekci Saint-Martin (od 2018)
  - Przewodniczący Rady Terytorialnej – Daniel Gibbs, Przewodniczący Rady Terytorialnej Saint-Martin (od 2017)

- Saint-Pierre i Miquelon (wspólnota zamorska Francji)
  - Prefekt – Henri Jean, Prefekci Saint-Pierre i Miquelon (od 2016)
  - Przewodniczący Rady Terytorialnej – Stéphane Artano, Przewodniczący Rady Terytorialnej Saint-Pierre i Miquelon (od 2006)

- Saint Vincent i Grenadyny
  - Król – Karol III, Królowie Saint Vincent i Grenadyn (od 2022)
  - Gubernator generalny – Susan Dougan, Gubernatorzy generalni Saint Vincent i Grenadyn (od 2019)
  - Premier – Ralph Gonsalves, Premierzy Saint Vincent i Grenadyn (od 2001)

- Salwador
  - Prezydent – Claudia Rodríguez de Guevara, P.o. prezydenta Salwadoru (od 2023)

- Sint Maarten (samorządny kraj członkowski Królestwa Niderlandów)
  - Gubernator – Eugene Holiday, Gubernatorzy Sint Maarten (od 2010)
  - Premier – Silveria Jacobs, Premierzy Sint Maarten (od 2019)

- Stany Zjednoczone
  - Prezydent – Joe Biden, Prezydenci Stanów Zjednoczonych (od 2021)

- -  Portoryko (Terytorium zorganizowane o statusie wspólnoty Stanów Zjednoczonych Ameryki)
    - Gubernator – Pedro Pierluisi, Gubernatorzy Portoryko (od 2021)

- -  Wyspy Dziewicze Stanów Zjednoczonych (Nieinkorporowane terytorium zorganizowane Stanów Zjednoczonych Ameryki)
    - Gubernator – Kenneth Mapp, Gubernatorzy Wysp Dziewiczych Stanów Zjednoczonych (od 2015)

- Trynidad i Tobago
  - Prezydent – Christine Kangaloo, Prezydenci Trynidadu i Tobago (od 2023)
  - Premier – Keith Rowley, Premierzy Trynidadu i Tobago (od 2015)

- Turks i Caicos (terytorium zamorskie Wielkiej Brytanii)
  - Gubernator – Nigel Dakin, Gubernatorzy Turks i Caicos (od 2019)
  - Premier – Washington Misick, Premierzy Turks i Caicos (od 2021)

## Ameryka Południowa
- Argentyna
  - Prezydent – Javier Milei, prezydenci Argentyny (od 2023)

- Boliwia
  - Prezydent – Luis Arce, Prezydenci Boliwii (od 2019)

- Brazylia
  - Prezydent – Luiz Inácio Lula da Silva, Prezydenci Brazylii (od 2023)

- Chile
  - Prezydent – Gabriel Boric, Prezydenci Chile (od 2022)

- Ekwador
  - Prezydent – Daniel Noboa, Prezydenci Ekwadoru (od 2023)

- Falklandy (terytorium zamorskie Wielkiej Brytanii)
  - Gubernator – Nigel Phillips, Gubernatorzy Falklandów (od 2017)
  - Szefowie Rady Wykonawczej – Barry Rowland, Szefowie Rady Wykonawczej Falklandów (od 2016)

- Georgia Południowa i Sandwich Południowy (terytorium zamorskie Wielkiej Brytanii)
  - Komisarz – Nigel Phillips, Komisarze Georgii Południowej i Sandwicha Południowego (od 2017)
  - Starszy naczelnik – Tariq Ahmad, Starsi naczelnicy Georgii Południowej i Sandwicha Południowego (od 2017)

- Gujana
  - Prezydent – Irfaan Ali, Prezydenci Gujany (od 2020)
  - Premier – Mark Phillips, Premierzy Gujany (od 2020)

- Gujana Francuska (departament zamorski Francji)
  - Prefekt – Thierry Queffelec, Prefekci Gujany Francuskiej (od 2020)
  - Przewodniczący Zgromadzenia Gujany – Rodolphe Alexandre, Przewodniczący Zgromadzenia Gujany (od 2015)

- Kolumbia
  - Prezydent – Gustavo Petro, prezydenci Kolumbii (od 2022)

- Paragwaj
  - Prezydent – Santiago Peña, Prezydenci Paragwaju (od 2023)

- Peru
  - Prezydent – Dina Boluarte, prezydenci Peru (od 2022)
  - Premier – Alberto Otárola, Premierzy Peru (od 2022)

- Surinam
  - Prezydent – Chan Santokhi, Prezydenci Surinamu (od 2020)

- Urugwaj
  - Prezydent – Luis Lacalle Pou, Prezydenci Urugwaju (od 2020)

- Wenezuela
  - Prezydent – Nicolás Maduro, Prezydenci Wenezueli (od 2013)

## Australia i Oceania
- Australia
  - Król – Karol III, Królowie Australii (od 2022)
  - Gubernator generalny – David Hurley, Gubernatorzy generalni Australii (od 2019)
  - Premier – Anthony Albanese, Premierzy Australii (od 2022)

- -  Wyspa Bożego Narodzenia (terytorium zewnętrzne Australii)
    - Administrator – Natasha Griggs, Administratorzy Wyspy Bożego Narodzenia (od 2017)

- -     - Przewodniczący Rady – Gordon Thomson, Przewodniczący Rady Wyspy Bożego Narodzenia (od 2013)

  -  Wyspy Kokosowe (terytorium zewnętrzne Australii)

- -     - Administrator – Barry Haase, Administratorzy Wysp Kokosowych (od 2014)
    - Przewodniczący Rady – Balmut Pirus, Przewodniczący Rady Wysp Kokosowych (od 2015)

- -  Norfolk (terytorium zewnętrzne Australii)
    - Administrator – Eric Hutchinson, Administratorzy Norfolku (od 2017)
    - Dyrektor Wykonawczy – Peter Gesling, Dyrektorzy wykonawczy Norfolku (od 2015)

- Fidżi
  - Prezydent – Wiliame Katonivere, Prezydenci Fidżi (od 2021)
  - Premier – Sitiveni Rabuka, Premierzy Fidżi (od 2022)

- Guam (nieinkorporowane terytorium zorganizowane Stanów Zjednoczonych Ameryki)
  - Gubernator – Lou Leon Guerrero, Gubernatorzy Guamu (od 2019)

- Kiribati
  - Prezydent – Taneti Mamau, Prezydenci Kiribati (od 2016)
- Mariany Północne (nieinkorporowane terytorium zorganizowane Stanów Zjednoczonych Ameryki)
  - Gubernator – Ralph Torres, Gubernatorzy Marianów Północnych (od 2015)

- Mikronezja
  - Prezydent – Wesley Simina, Prezydenci Mikronezji (od 2023)

- Nauru
  - Prezydent – David Adeang, Prezydenci Nauru (od 2023)

- Nowa Kaledonia (wspólnota sui generis Francji)
  - Wysoki komisarz – Laurent Prévost, Wysocy Komisarze Nowej Kaledonii (od 2019)
  - Przewodniczący rządu – Louis Mapou, Przewodniczący rządu Nowej Kaledonii (od 2021)

- Nowa Zelandia
  - Król – Karol III, Królowie Nowej Zelandii (od 2022)
  - Gubernator generalny – Cindy Kiro, Gubernatorzy generalni Nowej Zelandii (od 2021)
  - Premier – Christopher Luxon, Premierzy Nowej Zelandii (od 2023)

- -  Wyspy Cooka (terytorium stowarzyszone Nowej Zelandii)
    - Wysoki Komisarz – Peter Marshall, Wysocy Komisarze Wysp Cooka (od 2015)
    - Przedstawiciel Króla – Tom Marsters, Przedstawiciele Królowej na Wyspach Cooka (od 2013)
    - Premier – Henry Puna, Premierzy Wysp Cooka (od 2010)

- -  Niue (terytorium stowarzyszone Nowej Zelandii)
    - Wysoki Komisarz – Ross Ardern, Wysocy Komisarze Niue (od 2014)
    - Premier – Dalton Tagelagi, Premierzy Niue (od 2020)

- -  Tokelau (terytorium zależne Nowej Zelandii)
    - Administrator – Brook Barrington, P.o. Administratora Tokelau (od 2017)
    - Szef rządu – Siopili Perez, Szefowie rządu Tokelau (od 2017)

- Palau
  - Prezydent – Surangel Whipps Jr. (od 2021)

- Papua-Nowa Gwinea
  - Król – Karol III, Królowie Papui-Nowej Gwinei (od 2022)
  - Gubernator generalny – Bob Dadae, Gubernatorzy generalni Papui-Nowej Gwinei (od 2017)
  - Premier – James Marape, Premierzy Papui-Nowej Gwinei (od 2019)

- Pitcairn (terytorium zamorskie Wielkiej Brytanii)
  - Gubernator – Jonathan Sinclair, Gubernatorzy Pitcairn (od 2014)
  - Burmistrz – Shawn Christian, Burmistrzowie Pitcairn (od 2014)

- Polinezja Francuska (wspólnota zamorska Francji)
  - Wysoki Komisarz – René Bidal, Wysocy komisarze Polinezji Francuskiej (od 2016)
  - Prezydent – Édouard Fritch, Prezydenci Polinezji Francuskiej (od 2014)

- Samoa
  - Głowa państwa – Tuimalealiʻifano Vaʻaletoa Sualauvi II, O le Ao o le Malo Samoa (od 2017)
  - Premier – Naomi Mataʻafa, Premierzy Samoa (od 2021)
- Samoa Amerykańskie (nieinkorporowane terytorium niezorganizowane Stanów Zjednoczonych Ameryki)
  - Gubernator – Lemanu Peleti Mauga, Gubernatorzy Samoa Amerykańskiego (od 2021)

- Tonga
  - Król – Tupou VI, Królowie Tonga (od 2012)
  - Premier – Siaosi Sovaleni, Premierzy Tonga (od 2021)

- Tuvalu
  - Król – Karol III, Królowie Tuvalu (od 2022)
  - Gubernator generalny – Tofiga Vaevalu Falani, Gubernatorzy generalni Tuvalu (od 2021)
  - Premier – 
    1. Kausea Natano, Premierzy Tuvalu (2019–2024)
    2. Feleti Teo, Premierzy Tuvalu (od 2024)

- Vanuatu
  - Prezydent – Nikenike Vurobaravu, Prezydenci Vanuatu (od 2022)
  - Premier – Charlot Salwai, Premierzy Vanuatu (od 2023)

- Wallis i Futuna (wspólnota zamorska Francji)
  - Administrator – Hervé Jonathan, Administratorzy Wallis i Futuny (od 2021)
  - Przewodniczący Zgromadzenia Terytorialnego – Atoloto Kolokilagi, Przewodniczący Zgromadzenia Terytorialnego Wallis i Futuny (od 2019)

- Wyspy Marshalla
  - Prezydent – 
    1. David Kabua, Prezydenci Wysp Marshalla (2020–2024)
    2. Hilda Heine, Prezydenci Wysp Marshalla (od 2024)

- Wyspy Salomona
  - Król – Karol III, Królowie Wysp Salomona (od 2022)
  - Gubernator generalny – David Vunagi, Gubernatorzy generalni Wysp Salomona (od 2019)
  - Premier – Manasseh Sogavare, Premierzy Wysp Salomona (od 2019)